# Jeanne-Philiberte Ledoux
Jeanne-Philiberte Ledoux (1767 – 12 de octubre de 1840) fue una pintora francesa.
Ledoux nació en París y tomó lecciones de Jean-Baptiste Greuze. Es conocida por sus miniaturas y retratos. Participó en el Salón de París, de 1793 en adelante.
Ledoux murió en Belleville.

## Obra

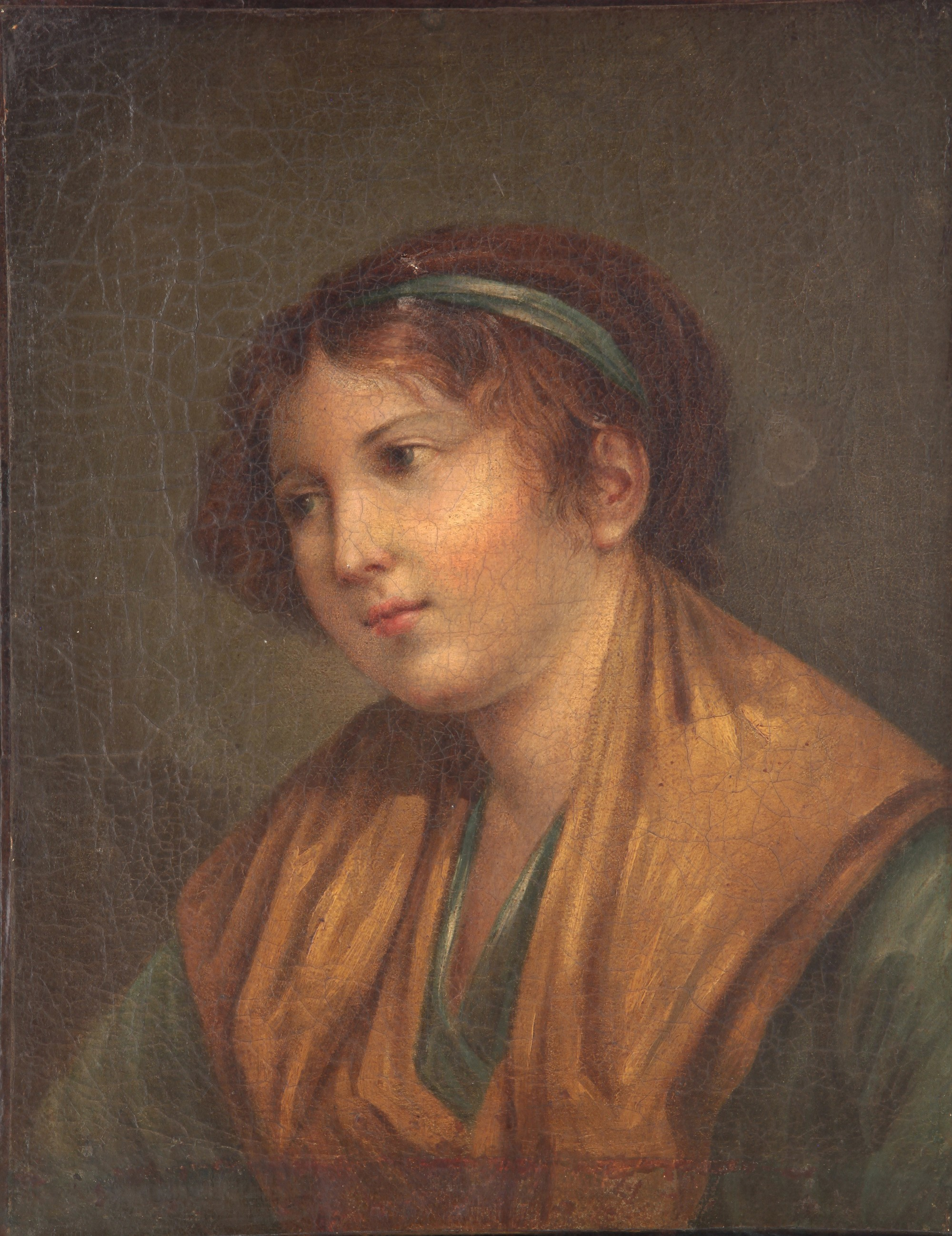
Busto de niña
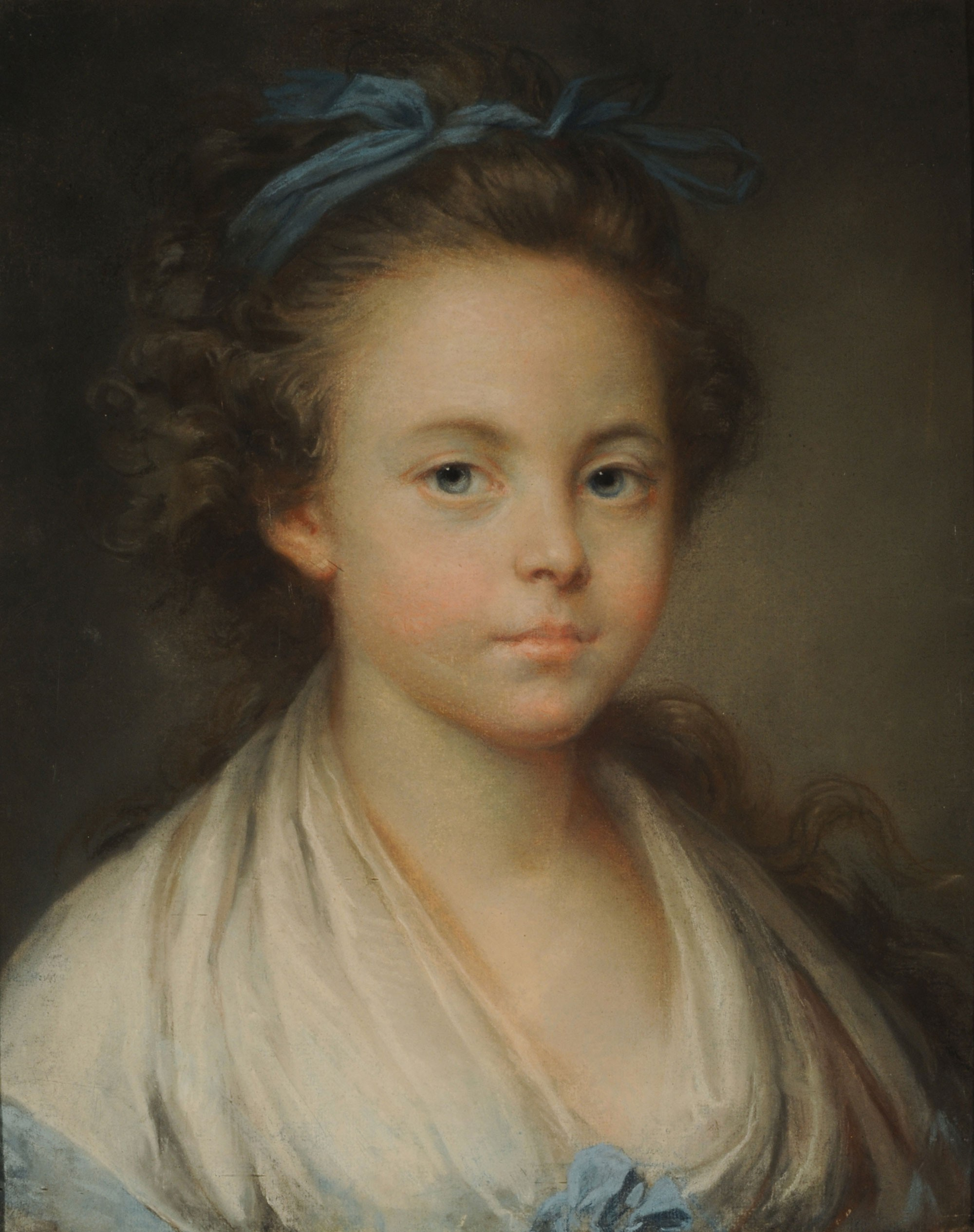
Retrato de niña